# Hedwig Siedentopf
Hedwig Siedentopf, geborene Teichert, in zweiter Ehe verheiratete Siedentopf-Hermann (* 22. August 1909 in Rixdorf; † 1994 in Berlin) war eine deutsche Kommunistin und Widerstandskämpferin gegen den Nationalsozialismus. Zusammen mit ihrem ersten Mann, Fritz Siedentopf, gehörte sie der Uhrig-Römer-Gruppe an.

## Leben und Wirken
Über Hedwig Siedentopfs Kindheit und Jugend ist wenig bekannt, ihr Vater Hermann Teichert war Klempner in Berlin-Rixdorf. Sie besuchte die Volksschule und absolvierte eine Lehre als Näherin. Ab 1934 begann sie als Näherin in Berlin-Tempelhof bei der Zwischenmeisterin und Sozialdemokratin Emma Beyer (1883–1950) zu arbeiten. Beyer beherbergte zu der Zeit Fritz Siedentopf, der der KPD angehörte, illegal in ihrer Wohnung, unter dem Decknamen Krüger. Gemeinsam stellten sie kommunistische Schriften her, vervielfältigten und verbreiteten sie. Auch Hedwig konnte Beyer für eine Beteiligung gewinnen. Am 18. August 1934 wurden Emma Beyer und Fritz Siedentopf für diese illegale Tätigkeit verhaftet und zu vier Jahren Zuchthaus verurteilt, Hedwigs Beteiligung hingegen blieb unentdeckt. Während der Haft kümmerte sie sich um Fritz. Dieser wurde im Dezember 1938 aus der Haft entlassen, und die beiden heirateten am 27. Juli 1939. Ende 1940 zogen sie nach Kreuzberg in die Willibald-Alexis-Straße 15.
Während der Haftzeit in Luckau hatte Fritz Robert Uhrig und Franz Mett kennengelernt, zu denen er nach seiner Entlassung wieder Kontakt aufnahm. Er wurde Instrukteur der Uhrig-Gruppe und leitete an seiner Arbeitsstelle, bei der Firma Erwin Auert in Weißensee, eine Widerstandsgruppe. Hedwig sicherte ihre Treffen ab und bewahrte in der Wohnung illegales Propagandamaterial wie Fotoabzüge der Roten Fahne im Kleinformat und Wachsplatten für Vervielfältigungen auf. Hedwig und Fritz stellten ihre Wohnung auch mehrfach für geheime Treffen der Uhrig-Römer-Gruppe zur Verfügung. In der zweiten Hälfte des Jahres 1941 intensivierten sich, laut Luise Kraushaar, die „Schulungs- und Zirkeltätigkeiten“ der Gruppe in dem Bemühen, weitere Mitstreiter zu gewinnen. Fritz lehrte auf Zirkelabenden bei Josef Pazderski in der Alten Schönhauser Straße, bei Alfred Strege in Britz und bei Rudolf Faehse in der Hagenstraße. An diesen Zusammenkünften nahm neben Hanna Mett und Martha Strege auch Hedwig Siedentopf teil.
Fritz Siedentopf wurde zusammen mit Robert Uhrig und 200 weiteren Mitgliedern der Gruppe Anfang Februar 1942 festgenommen und inhaftiert. Hedwig Siedentopfs Tätigkeiten blieben weiter unentdeckt. Sie besuchte ihn mehrfach in der Haft im Strafgefängnis Plötzensee. Anfang September 1944 hatte sie eine Besuchserlaubnis erhalten. Bei ihrem letzten Besuch, am 3. September 1944, erfuhr sie erst bei ihrer Ankunft im Zuchthaus Brandenburg-Görden, dass das Todesurteil gegen ihren Mann bereits am 28. August vollstreckt worden war. „Als ich am 3. September nach erhaltener Besuchserlaubnis voller Hoffnung, meinen Mann noch lebend anzutreffen, im Zuchthaus zur Sprechstunde erschien, wurde mir vom Wachpersonal mitgeteilt, daß mein Mann nicht mehr am Leben sei.“
Während des Zweiten Weltkriegs war Hedwig Siedentopf als Kleidernäherin in der Firma Frieda Fimmel in Tempelhof beschäftigt. Nach Kriegsende war sie im Bezirksamt Kreuzberg tätig, wurde jedoch 1951 entlassen. Danach zog sie nach Berlin-Hohenschönhausen. Am 15. November 1965 heiratete sie ihren zweiten Mann, Alfred Hermann. Sie war Mitglied der SED.
Hedwig Siedentopf-Hermann starb 1994 und wurde auf dem Friedhof Pankow III bestattet. Ihre Erinnerungsberichte sind im Bundesarchiv erhalten.